# 서울 화계사 아미타후불도
서울 화계사 아미타후불도(서울 華溪寺 阿彌陀後佛圖)는 서울특별시 강북구 수유동, 화계사에 있는 조선시대의 불화이다. 2016년 8월 4일 서울특별시의 유형문화재 제389호로 지정되었다.

## 개요
화기에 의하면 화계사 대웅보전 상단후불탱으로 조성되었으며, 화면 중앙의 아미타불좌상을 중심으로 육보살, 십대제자, 사천왕이 시립한 군도식 배치구도를 취하고 있다. 화산당 재근(華山堂在根)이 수화승으로, 19세기 후반 서울, 경기도 일대의 불화 특징을 잘 반영한 완성도 높은 작품이다.
보존상태가 양호하지 못하므로 서울시 유형문화재로 지정하여 보존함이 타당할 것으로 판단된다.

## 조사보고서
화기에 의하면 화계사 대웅보전 상단후불탱으로 조성된 이 아미타후불도는 화면 중앙의 아미타불좌상을 중심으로 육보살, 십대제자, 사천왕이 시립한 군도식 배치구도이다.
육보살 중 관음보살과 대세지보살은 아미타불좌상의 무릎아래 정면으로 서 있고, 관음보살이 든 목이 길고 주둥이 달린 정병과 대세지보살의 보관에 새겨진 정병이 특징적이다. 경책을 든 대세지보살 위로 지장보살이 보인다. 투명한 두건 안에 민머리가 비쳐 보이며, 손에 각기 보주와 석장을 들고 있다. 지장보살의 천의에 대한제국의 상징문장인 이화문(李花紋)과 유사한 문양이 새롭게 나타나 있다.
십대제자는 본존불의 머리 좌우에 가섭존자와 아난존자를 대칭으로 5구씩 배치하였다. 사천왕은 사방 모서리에 각기 배치되어 불법 수호를 상징하고 있다.
19세기 후반 서울, 경기지역을 중심으로 활약했던 화승인 화산당 재근(華山堂 在根)을 수화승으로, 응파당 덕순(應波堂 德順)이 참여하였다. 화산당 재근의 화풍이 잘 드러난 이 아미타후불도는 녹색과 적색 위주로 청, 황, 흰색 등이 사용되었으나 파스텔톤의 부드러운 배색 효과가 돋보인다. 금색은 본존불의 신광, 문양 등에 다수 사용되었다. 신체 등에 가해진 채색은 짙은 갈색으로 변색되었고, 두광 등에 붓자국이 보인다.
여러군데 안료의 박락과 바탕천의 균열, 촛농 등으로 인해 보존상태가 비교적 양호하지 못하나 구도, 형태, 채색, 장식 등 세부묘사에서 완성도가 돋보이는 작품이다. 아미타불･육보살･십대제자･사천왕이 배치된 이 아미타후불도는 육보살이 등장한 예로서 특징적이며, 지금까지 발견된 화산당 재근의 불화 중 수화승으로 참여한 첫 작업으로, 19세기 후반 서울, 경기도 일대의 불화 특징을 잘 반영하고 있는 점에서 큰 의미가 있으므로, 서울시 유형문화재로 지정하여 보존함이 타당하다고 하겠다.

## 참고 자료
- 서울 화계사 아미타후불도 - 국가유산청 국가유산포털